# Tao I
Senakhtenré Amósis foi um rei da XVII dinastia egípcia, durante o Segundo Período Intermediário. Senakhtenré ("O que dá força a Rá") era o seu prenome ou nome de coroação.
Até 2012, e como foi defendido por vários autores, junto ao prenome Senakhtenré, sempre se leu Tao (ou Taá), ou Siamun. Porém, recentes descobertas naquele ano revelaram que o verdadeiro nome deste faraó era Amósis, do qual o seu célebre neto Amósis I, fundador da XVIII dinastia egípcia, teria herdado o nome.
Sucessor de Intefe VII, inicia a partir de Tebas a luta contra os Hicsos que governavam no norte do país, processo que só será concluído com o rei Amósis I da XVIII dinastia. Julga-se que reinou apenas um ano, entre 1550 e 1549 a.C..
Foi casado com a rainha Teticheri, com a qual teve uma filha, Aotepe I e o seu sucessor, Sekenenré Taá. Embora tenha sido encontrada a múmia da sua esposa, a múmia de Taá não foi ainda encontrada. Também não se conhece o seu túmulo.